# Lázně Bělohrad
Lázně Bělohrad (germană Bad Belohrad, poloneză Białogard Zdrój) este un oraș în regiunea Hradec Králové, Republica Cehă.
Se află la o altitudine de 291 m deasupra nivelului mării. Are o suprafață de 28,385816 km². Populația este de 3.674 locuitori, determinată în 1 ianuarie 2025, pe criteriul de domiciliu.